# Sony Music Latin
Sony Music Latin je nahrávací značka, vlastněná společností Sony Music. Zaměřuje se převážně na latinskou hudbu a hudebníky s ní spojené.

## Umělci nahrávající u Sony Music Latin
- Chayanne
- CNCO
- Diego Torres
- Enrique Iglesias
- Gloria Estefan
- Il Volo
- Jennifer Lopez
- Julio Iglesias
- Maluma
- Michel Teló
- Ricky Martin
- Shakira

## Pobočky
- Pina Records
- Premium Latin Music
- DEL Records
- Hand Shake Entertainment
- Top Stop Music
- Anval Music
- Bad Sin